# Judas... ¡Toma tus monedas!
Judas... ¡Toma tus monedas! es una película hispano-italiana de wéstern estrenada en 1972, dirigida por Alfonso Balcázar y Pedro L. Ramírez y protagonizada en los papeles principales por Vittorio Richelmy, George Martin y Fernando Sancho.

## Sinopsis
Carrancho es un bandido mexicano que, tras haber atracado un banco y traicionado a su banda, esconde una caja llena de oro en un terreno con vistas a una iglesia mormona. De forma paralela dos pistoleros buscan el momento adecuado para vengarse de dicha banda.

## Reparto
- George Martin como Rayo
- Fernando Sancho como Carrancho
- Vittorio Richelmy como Texas
- Rosalba Neri como Chica secuestrada
- Daniel Martín como Luke Morton / Luck Morgan
- Luciano Rossi como Bandido encarcelado
- Manuel Gas como Propietario del Saloon
- Osvaldo Genazzani como Líder mormón
- Manuel Muñiz como Peter, el enterrador
- César Ojinaga como Pistolero de Carrancho
- Jhonny Fairen como Pistolero
- Manuel Bronchud como Guardián del oro
- José Palomo como Propietario del almacén